# Francisco Benítez
Francisco Benítez Esbri, nacido el 13 de octubre de 1970 en La Vall d'Uixó, es un ciclista español retirado que fue profesional de 1993 a 1999.

## Palmarés
1997
- 2º en la clasificación general de la Vuelta a México más una etapa.

## Resultados en Grandes Vueltas y Campeonatos del Mundo
Durante su carrera deportiva ha conseguido los siguientes puestos en las Grandes Vueltas y en los Campeonatos del Mundo en carretera:
| Carrera         | 1993 | 1994 | 1995 | 1996 | 1997 | 1998 | 1999 |
| --------------- | ---- | ---- | ---- | ---- | ---- | ---- | ---- |
| Giro de Italia  | -    | -    | -    | -    | -    | -    | -    |
| Tour de Francia | -    | -    | -    | -    | 71.º | Ab.  | -    |
| Vuelta a España | -    | 26.º | 30.º | -    | -    | -    | -    |
| Mundial en Ruta | -    | -    | -    | -    | -    | -    | -    |

-: no participa

Ab.: abandono